# Houet
Houet är en provins i Burkina Faso.   Den ligger i regionen Hauts-Bassins, i den västra delen av landet, 300 km väster om huvudstaden Ouagadougou. Antalet invånare är 762 415.
Följande samhällen finns i Houet:
- Bobo-Dioulasso
- Diaradougou
- Kogoué
- Noumousso
- Sokourani